# Attila Valter
Attila Valter (Csömör, 12 juni 1998) is een Hongaars wielrenner en mountainbiker die anno 2024 rijdt voor Team Visma-Lease a Bike.

## Carrière
In 2018 werd Valter Hongaars kampioen bij de beloften op zowel de weg als de tijdrit. Een jaar later won hij vier koersen waaronder het Hongaars kampioenschap tijdrijden en de 9e etappe van de Ronde van de Toekomst.

## Wegwielrennen

### Overwinningen
2018
 Hongaars kampioen tijdrijden, Beloften
 Hongaars kampioen op de weg, Beloften
2019
1e etappe Istrian Spring Trophy
Jongerenklassement Belgrado-Banja Luka
Jongerenklassement Bałtyk-Karkonosze-Tour
 Hongaars kampioen tijdrijden, Elite
Grote Prijs van Gemenc 1
9e etappe Ronde van de Toekomst
2020
Jongerenklassement Ronde van de Alpes-Maritimes en de Var
5e etappe Ronde van Hongarije
Eind- en bergklassement Ronde van Hongarije
2022
 Hongaars kampioen op de weg, Elite
2023
 Hongaars kampioen tijdrijden, Elite
 Hongaars kampioen op de weg, Elite
2e etappe Ronde van Burgos (ploegentijdrit)
2024
 Hongaars kampioen tijdrijden, Elite
 Hongaars kampioen op de weg, Elite

## Resultaten in voornaamste wedstrijden
| Jaar | Ronde van Italië | Ronde van Frankrijk | Ronde van Spanje |
| ---- | ---------------- | ------------------- | ---------------- |
| 2020 | 27e              |                     |                  |
| 2021 | 14e              |                     |                  |
| 2022 | 35e              |                     |                  |
| 2023 |                  |                     | 22e              |
| 2024 | 22e              |                     | 25e              |
| 2025 |                  |                     |                  |

| Jaar | Milaan-San Remo | Amstel Gold Race | Luik-Bast.‑Luik | Ronde van Lombardije | Strade Bianche | Waalse Pijl |  | WK op de weg |  | Wereldranglijsten |
| ---- | --------------- | ---------------- | --------------- | -------------------- | -------------- | ----------- |  | ------------ |  | ----------------- |
| 2020 |                 |                  |                 | buit.tijd            |                |             |  | 76e          |  | 148e (UWR)        |
| 2021 |                 |                  |                 | 12e                  |                |             |  |              |  |                   |
| 2022 |                 |                  |                 | opgave               | 4e             |             |  | 23e          |  |                   |
| 2023 | 34e             | 30e              | 26e             | 22e                  | 5e             | 11e         |  |              |  |                   |
| 2024 |                 |                  | 40e             | 46e                  | 19e            |             |  | 27e          |  |                   |
| 2025 | 35e             | 22e              | 31e             |                      | 22e            | 39e         |  |              |  |                   |

### Resultaten in kleinere rondes
| Jaar | UAE Tour | Tirreno-Adriatico | Ronde van Catalonië | Ronde van het Baskenland | Ronde van Zwitserland | Critérium du Dauphiné | Ronde van Polen | Benelux Tour | Ronde van Hongarije |
| ---- | -------- | ----------------- | ------------------- | ------------------------ | --------------------- | --------------------- | --------------- | ------------ | ------------------- |
| 2017 |          |                   |                     |                          |                       |                       |                 |              | 44e                 |
| 2018 |          |                   |                     |                          |                       |                       |                 |              | 15e                 |
| 2019 |          |                   |                     |                          |                       |                       |                 |              | 3e                  |
| 2020 |          |                   |                     |                          |                       |                       | 27e             |              | ↑ (1)               |
| 2021 | 39e      |                   | 38e                 |                          |                       |                       | 55e             | 50e          |                     |
| 2022 |          |                   | 26e                 |                          |                       |                       |                 |              |                     |
| 2023 |          | 37e               |                     | 13e                      |                       | 26e                   |                 |              |                     |
| 2024 | 5e       | 47e               | 36e                 |                          | 27e                   |                       |                 |              |                     |
| 2025 |          | 56e               |                     |                          |                       |                       |                 |              |                     |

(*) tussen haakjes aantal individuele etappeoverwinningen

## Ploegen
- 2018 –  Pannon Cycling Team
- 2019 –  CCC Development Team
- 2020 –  CCC Team
- 2021 –  Groupama-FDJ
- 2022 –  Groupama-FDJ
- 2023 –  Jumbo-Visma
- 2024 –  Visma-Lease a Bike
- 2025 –  Team Visma-Lease a Bike

Barta · Bevin · Černý · De la Parte · De Marchi · Geschke · Gradek · Hirt · Koch · Kotsjetkov · Mareczko · Masnada · Małecki · Paluta · Pauwels · Rosskopf · Sajnok · Schär · Trentin · Valter · Van Avermaet  · Van Hoecke · Van Hooydonck · Van Keirsbulck · Ventoso · Wiśniowski · Zakarin · Zimmermann
Armirail · Badilatti · van den Berg · Bonnet · Brunel · Davy · Delage · Démare · Duchesne · Gaudu · Geniets · Guarnieri · Gugliemi · Konovalovas · Küng     · Ladagnous · Le Gac · Lienhard · Ludvigsson · Madouas · Molard · Pinot · Reichenbach · Roux · Scotson · Seigle · Sinkeldam · Stewart · Thomas · Valter
Armirail · Askey · Badilatti · Davy · Démare · Duchesne · Gaudu · Geniets · Guarnieri · Konovalovas · Küng   · Ladagnous · Le Gac · Lienhard · Ludvigsson · Madouas · Molard · Pacher · Penhoët (vanaf 1/8) · Pinot · Reichenbach · Roux · Scotson · Sinkeldam · Stewart · Storer · Valter · van den Berg · Welten
Affini · Benoot · Bouwman · Dennis · Foss   · Gesink · Gloag · Hessmann · Hofstede · Kelderman · Kooij · Kruijswijk · Kuss · Laporte  · Leemreize · Oomen · Roglič   · Roosen · Tratnik · Vader · Valter · Van Aert · van Baarle · Van der Sande · M. van Dijke · T. van Dijke · Van Emden · Van Hooydonck · Vingegaard
Affini · Benoot · Bouwman · Gesink · Gloag · Hagenes · Heßmann · Jorgenson · Kelderman · Kooij · Kruijswijk · Kuss · Laporte  · Lemmen · Staune-Mittet · Tratnik · Tulett · Uijtdebroeks · Vader · Valter · Van Aert · van Baarle · van Belle · Van der Sande · M. van Dijke · T. van Dijke · Vermote · Vingegaard